# Giuseppe Iachini
Giuseppe Iachini (Ascoli Piceno, 7 de Maio de 1964) é um treinador e ex-futebolista italiano que atuava como meia. Atualmente está no Parma.

## Carreira
Giuseppe Iachini se profissionalizou no Ascoli, time local.

## Seleção
Giuseppe Iachini integrou a Seleção Italiana de Futebol nos Jogos Olímpicos de 1988, de Seul.

## Treinador
Giuseppe Iachini começou no Venezia a carreira pós-gramado como diretor de futebol.